# Björn Seeliger
Björn Seeliger (Celle, 11 januari 2000) is een Zweeds zwemmer. Hij vertegenwoordigde zijn vaderland op de Olympische Zomerspelen 2020 in Tokio.

## Biografie
Seeliger maakte zijn debuut op een internationaal kampioenschap tijdens de Europese kampioenschappen in 25m-bad in Kopenhagen in 2017. In 2021 nam Andrew een eerste keer deel aan de Olympische Zomerspelen waar hij in een 23e tijd werd uitgeschakeld in de reeksen van de 50m vrije slag. In 2022 behaalde hij een bronzen medaille op de EK in Rome. Samen met Robin Hanson, Sarah Sjöström en Louise Hansson zwom Seeliger naar de 3e plek in de finale van de 4x100 meter vrije slag voor gemengde teams.
In 2024 eindigde Seeliger op de 7e plaats op de 50m vrije slag tijdens de WK in Doha

## Internationale toernooien
| Jaar | Olympische Spelen                         | WK langebaan | WK kortebaan                              | EK langebaan | EK kortebaan |                                           |
| ---- | ----------------------------------------- | --- | ----------------------------------------- | --- | --- | ----------------------------------------- |
| 2017 |                                           | geen deelname |                                           | | 30e 50m vrije slag 46e 100m vrije slag 31e 50m rugslag 28e 100m rugslag 8e 4x50m vrije slag 14e 4x50m wisselslag 9e 4x50m vrije slag gemengd 10e 4x50m wisselslag gemengd |                                           |
| 2018 |                                           | | geen deelname                             | 27e 50m vrije slag 51e 100m vrije slag 23e 50m rugslag 36e 100m rugslag 10e 4x100m vrije slag                                        | |                                           |
| 2019 |                                           | geen deelname |                                           | | 31e 50m vrije slag 31e 100m vrije slag 34e 50m rugslag 43e 100m rugslag 10e 4x50m vrije slag 12e 4x50m wisselslag 11e 4x50m vrije slag gemengd                            |                                           |
| 2020 | Geen toernooien vanwege de coronapandemie | Geen toernooien vanwege de coronapandemie | Geen toernooien vanwege de coronapandemie | Geen toernooien vanwege de coronapandemie                                                                                            | Geen toernooien vanwege de coronapandemie | Geen toernooien vanwege de coronapandemie |
| 2021 | 23e 50m vrije slag                        | | geen deelname                             | 11e 50m vrije slag 14e 100m vrije slag 9e 4x100m vrije slag 6e 4x100m vrije slag gemengd Seeliger zwom enkel in de series            | geen deelname |                                           |
| 2022 |                                           | 11e 4x100m vrije slag | geen deelname                             | 10e 50m vrije slag · 14e 100m vrije slag · 9e 50m rugslag · 9e 4x100m vrije slag · 12e 4x100m wisselslag · 4x100m vrije slag gemengd | |                                           |
| 2023 |                                           | 31e 50m vrije slag 30e 100m vrije slag 25e 50m rugslag 16e 4×100m vrije slag 19e 4×100m wisselslag 11e 4×100m vrije slag gemengd 9e 4×100m wisselslag gemengd |                                           | | geen deelname |                                           |
| 2024 | 26 juli - 11 augustus                     | 7e 50m vrije slag 16e 100m vrije slag 14e 50m rugslag 9e 4×100m vrije slag 9e 4×100m wisselslag gemengd                                                       | 10 december - 15 december                 | 10 juni - 23 juni | |                                           |

## Persoonlijke records
Bijgewerkt tot en met 29 april 2024
Kortebaan
| Afstand         | Tijd  | Datum            | Plaats   |
| --------------- | ----- | ---------------- | -------- |
| 50m vrije slag  | 21,34 | 25 november 2023 | Göteborg |
| 100m vrije slag | 46,37 | 26 november 2023 | Göteborg |
| 50m rugslag     | 23,17 | 26 november 2023 | Göteborg |
| 100m rugslag    | 51,21 | 25 november 2023 | Göteborg |

Langebaan
| Afstand         | Tijd  | Datum            | Plaats  |
| --------------- | ----- | ---------------- | ------- |
| 50m vrije slag  | 21,67 | 16 februari 2024 | Doha    |
| 100m vrije slag | 48,46 | 14 augustus 2022 | Rome    |
| 50m rugslag     | 24,79 | 14 augustus 2022 | Rome    |
| 100m rugslag    | 55,89 | 5 augustus 2018  | Glasgow |